# Lockhart River (Mackenzie River)
Der Lockhart River ist ein 480 km langer Fluss in den Nordwest-Territorien von Kanada.

## Flusslauf
Der Lockhart River hat seinen Ursprung im Lockhart Lake. Er durchfließt eine Reihe hauptsächlich größerer Seen im Nordosten des Territoriums, darunter MacKay Lake, Outram Lakes, Aylmer Lake, Clinton-Colden Lake, Ptarmigan Lake und Artillery Lake. Er fließt dabei anfangs in östlicher Richtung. Auf Höhe des Clinton-Colden Lake wendet sich der Lockhart River nach Süden und schließlich in Richtung Südsüdwest. Der Lockhart River mündet schließlich in die McLeod Bay im äußersten Nordosten des Großen Sklavensees.

## Hydrometrie
Etwa 30 km oberhalb der Mündung befindet sich am Lockhart River direkt unterhalb des Artillery Lake ein Abflusspegel (⊙). Der gemessene mittlere Abfluss (MQ) beträgt 118 m³/s (1944–1951; 1962–2023). Das zugehörige Einzugsgebiet umfasst eine Fläche von etwa 26.600 km².
Im folgenden Schaubild werden die mittleren monatlichen Abflüsse des Lockhart River für die Messperiode 1944–1951; 1962–2023 in m³/s dargestellt.